# Italien i olympiska sommarspelen 1988
Italien deltog i de olympiska sommarspelen 1988 med en trupp bestående av 253 deltagare, och totalt blev det sexton medaljer.

## Bågskytte
Herrarnas individuella
- Ilario Di Buò — Åttondelsfinal (→ 13:e plats)
- Andrea Parenti — Inledande omgång (→ 28:e plats)
- Giancarlo Ferrari — Inledande omgång (→ 33:e plats)

Herrarnas lagtävling
- Di Buo, Parenti och Ferrari – Åttondelsfinal (→ 9:e plats)

## Cykling
Damernas linjelopp
- Imelda Chiappa — 2:00:52 (→ 15:e plats)
- Maria Canins — 2:00:52 (→ 32:e plats)
- Roberta Bonanomi — 2:00:52 (→ 45:e plats)

## Fotboll
Herrar
Gruppspel
| Rank | Lag       | Spelade | Vinster | Oavgjorda | Förluster | Gjorda mål | Insläppta mål | Poäng |  | Zambia | Italien | Irak | Guatemala |
| ---- | --------- | ------- | ------- | --------- | --------- | ---------- | ------------- | ----- |  | ------ | ------- | ---- | --------- |
| 1.   | Zambia    | 3       | 2       | 1         | 0         | 10         | 2             | 5     |  | X      | 4:0     | 2:2  | 4:0       |
| 2.   | Italien   | 3       | 2       | 0         | 1         | 7          | 6             | 4     |  | 0:4    | X       | 2:0  | 5:2       |
| 3.   | USA       | 3       | 1       | 1         | 1         | 5          | 4             | 3     |  | 2:2    | 0:2     | X    | 3:0       |
| 4.   | Guatemala | 3       | 0       | 0         | 3         | 2          | 12            | 0     |  | 0:4    | 2:5     | 0:3  | X         |

Slutspel
|  | Kvartsfinal            | Kvartsfinal                 |                             |       | Semifinal            | Semifinal            |   |  | Final | Final |
|  |                        |                             |                             |       |                      |                      |   |  |       |       |
|  | September 25 - Daegu   |                             |                             |       |                      |                      |   |  |       |       |
|  |                        |                             |                             |       |                      |                      |   |  |       |       |
|  | Sverige                | 1                           |                             |       |                      |                      |   |  |       |       |
|  | Sverige                | 1                           | September 27 - Busan        |       |                      |                      |   |  |       |       |
|  | Italien (förlängning)  | 2                           |                             |       |                      |                      |   |  |       |       |
|  | Italien (förlängning)  | 2                           | Italien                     | 2     |                      |                      |   |  |       |       |
|  | September 25 - Busan   |                             | Italien                     | 2     |                      |                      |   |  |       |       |
|  |                        | Sovjetunionen (förlängning) | 3                           |       |                      |                      |   |  |       |       |
|  | Sovjetunionen          | Sovjetunionen (förlängning) | 3                           | 3     |                      |                      |   |  |       |       |
|  | Sovjetunionen          |                             | October 1 - Seoul           | 3     |                      |                      |   |  |       |       |
|  | Australien             | 0                           |                             |       |                      |                      |   |  |       |       |
|  | Australien             | 0                           | Sovjetunionen (förlängning) | 2     |                      |                      |   |  |       |       |
|  | September 25 - Gwangju |                             | Sovjetunionen (förlängning) | 2     |                      |                      |   |  |       |       |
|  |                        | Brasilien                   | 1                           |       |                      |                      |   |  |       |       |
|  | Zambia                 | Brasilien                   | 1                           | 0     |                      |                      |   |  |       |       |
|  | Zambia                 | September 27 - Seoul        |                             | 0     |                      |                      |   |  |       |       |
|  | Västtyskland           | 4                           |                             |       |                      |                      |   |  |       |       |
|  | Västtyskland           | 4                           | Västtyskland                | 1 (2) | Bronsmatch           | Bronsmatch           |   |  |       |       |
|  | September 25 - Seoul   |                             | Västtyskland                | 1 (2) | Bronsmatch           | Bronsmatch           |   |  |       |       |
|  |                        | Brasilien                   | 1 (3)                       |       | September 30 - Seoul | September 30 - Seoul |   |  |       |       |
|  | Brasilien              | Brasilien                   | 1 (3)                       | 1     | September 30 - Seoul | September 30 - Seoul |   |  |       |       |
|  | Brasilien              |                             |                             |       |                      | Italien              | 0 |  |       |       |
|  | Argentina              | 0                           |                             |       |                      | Italien              | 0 |  |       |       |
|  | Argentina              | 0                           | Västtyskland                | 3     |                      |                      |   |  |       |       |
|  |                        |                             | Västtyskland                | 3     |                      |                      |   |  |       |       |

## Friidrott
Herrarnas 10 000 meter
- Salvatore Antibo
  - Första omgången — 28:09,35
  - Final — 27:23,55 (→  Silver)
- Alberto Cova
  - First Round — 28:43,84 (→ gick inte vidare)

Herrarnas maraton
- Gelindo Bordin
  - Final — 2"10:32 (→  Guld)
- Gianni Poli
  - Final — 2"16:07 (→ 16:e plats)

Herrarnas 3 000 meter hinder
- Alessandro Lambruschini
  1. Heat — 8:32,59
  2. Semifinal — 8:16,92
  3. Final — 8:12,17 (→ 4:e plats)
- Francesco Panetta
  - Heat — 8:29,75
  - Semifinal — 8:17,23
  - Final — 8:17,79 (→ 9:e plats)

Herrarnas släggkastning
- Lucio Serrani
  - Kval — 70,50m (→ gick inte vidare)

Herrarnas kulstötning
- Alessandro Andrei
  - Kval — 20,18m
  - Final — 20,36m (→ 7:e plats)

Herrarnas längdhopp
- Giovanni Evangelisti
  - Kval — 7,81m
  - Final — 8,08m (→ 4:e plats)

Herrarnas 20 kilometer gång
- Maurizio Damilano
  - Final — 1:20:14 (→  Brons)
- Giovanni De Benedictis
  - Final — 1:20:14 (→ 6:e plats)
- Carlo Mattioli
  - Final — 1:22:58 (→ 19:e plats)

Herrarnas 50 kilometer gång
- Raffaello Ducceschi
  - Final — 3'45:43 (→ 8:e plats)
- Giovanni Perricelli
  - Final — 3'47:14 (→ 11:e plats)
- Sandro Bellucci
  - Final — 4'04:56 (→ 32:a plats)

Damernas maraton
- Laura Fogli
  - Final — 2"27,49 (→ 6:e plats)
- Maria Curatolo
  - Final — 2"30,14 (→ 8:e plats)
- Antonella Bizioli
  - Final — 2"34,38 (→ 23:e plats)

## Fäktning
Herrarnas florett
- Stefano Cerioni
- Mauro Numa
- Andrea Borella

Herrarnas florett, lag
- Andrea Borella, Stefano Cerioni, Federico Cervi, Andrea Cipressa, Mauro Numa

Herrarnas värja
- Sandro Cuomo
- Stefano Pantano
- Angelo Mazzoni

Herrarnas värja, lag
- Stefano Bellone, Andrea Bermond Des Ambrois, Sandro Cuomo, Angelo Mazzoni, Stefano Pantano

Herrarnas sabel
- Giovanni Scalzo
- Gianfranco Dalla Barba
- Marco Marin

Herrarnas sabel, lag
- Giovanni Scalzo, Marco Marin, Gianfranco Dalla Barba, Ferdinando Meglio, Massimo Cavaliere

Damernas florett
- Margherita Zalaffi
- Dorina Vaccaroni
- Annapia Gandolfi

Damernas florett, lag
- Dorina Vaccaroni, Margherita Zalaffi, Francesca Bortolozzi-Borella, Lucia Traversa, Annapia Gandolfi

## Modern femkamp
Individuella tävlingen
- Carlo Massullo – 5379 poäng (→  Silver)
- Daniele Masala – 5152 poäng (→ 10:e plats)
- Gianluca Tiberti – 5040 poäng (→ 17:e plats)

Lagtävlingen
- Massullo, Masala och Tiberti – 15571 poäng (→  Silver)

## Tennis
Herrsingel
- Paolo Canè
  - Första omgången — Besegrade Milan Šrejber (Tjeckoslovakien) 6-3 7-6 4-6 6-3
  - Andra omgången — Besegrade Emilio Sánchez (Spanien) 7-5 6-3 6-7 6-4
  - Tredje omgången — Besegrade Javier Sánchez (Spanien) 7-6 4-6 6-1 6-2
  - Kvartsfinal — Förlorade mot Stefan Edberg (Sverige) 1-6 5-7 4-6

- Diego Nargiso
  - Första omgången — Besegrade Francisco Maciel (Mexiko) 4-6 2-6 7-6 7-6 8-6
  - Andra omgången — Förlorade mot Tim Mayotte (USA) 6-2 2-6 4-6 0-6

- Omar Camporese
  - Första omgången — Förlorade mot Guy Forget (Frankrike) 2-6 0-6 3-6

Damsingel
- Sandra Cecchini
  - Första omgången – Bye
  - Andra omgången – Förlorade mot Chris Evert (USA) 2-6 2-6

- Raffaella Reggi
  - Första omgången – Besegrade Liz Smylie (Australien) 7-6 6-0
  - Andra omgången – Besegrade Claudia Kohde-Kilsch (Västtyskland) 4-6 7-6 6-3
  - Tredje omgången – Besegrade Chris Evert (USA) 2-6 6-4 6-1
  - Kvartsfinal – Förlorade mot Manuela Maleeva (Schweiz) 3-6 4-6